# Золотиевка
Золотиевка (рум. Zolotievca) — село в Новоаненском районе Молдавии. Является административным центром коммуны Золотиевка, включающей также сёла Ларга и Николаевка.

## География
Село расположено на высоте 92 метров над уровнем моря.

## Население
По данным переписи населения 2004 года, в селе Золотиевка проживает 585 человек (284 мужчины, 301 женщина).
Этнический состав села:
| Национальность | Число жителей | Процентный состав |
| -------------- | ------------- | ----------------- |
| украинцы       | 342           | 58.46             |
| молдаване      | 188           | 32.14             |
| русские        | 41            | 7.01              |
| болгары        | 11            | 1.88              |
| прочие         | 3             | 0.51              |
| Всего          | 585           | 100%              |